# المسرحية الهزلية المتحركة
المسرحية الهزلية المتحركة (بالإنجليزية: animated sitcom)‏ هي نوع فرعي من المسرحية الهزلية التي يتم تحريكها بدلاً من الحركة الحية الموجهة نحو الجماهير البالغة في بعض الحالات. يعد كل من ساوث بارك و ذا سمبسونز اثنين من أطول المسلسلات الكوميدية المتحركة.